# ديدي كونغ
ديدي كونغ (بالإنجليزية: Diddy Kong‎؛ باليابانية: ディディーコング‎، ‏ديدِ كونغُ) هي شخصية خيالية في ألعاب الفيديو تنتمي إلى سلسلة دونكي كونغ وامتياز ماريو، وقد ظهرت لأول مرة في لعبة من سلسلة دونكي كونغ لعام 1994، دونكي كونغ كانتري. علق مصمم نينتندو كيفن بايليس على أن ديدي كونغ «مغرم» كقرد عنكبوتي، على الرغم من لم يُشار إليه على وجه التحديد على أنه ينتمي إلى نوع معين. يعيش مع دونكي كونغ في جزيرة دونكي كونغ في كونغو جنغل، ويتعرف عليه من خلال قبعته الحمراء بشعار نينتندو، وقميصه الأحمر مع النجوم.
ديدي كونغ هو صديق دونكي كونغ وأفضل صديق له. أشارت راير لأول مرة إلى ديدي باعتباره ابن أخت دونكي في سبتمبر 1999 على موقعه على الإنترنت. وتبع ذلك في نوفمبر 1999 حيث وصفه دليل دونكي كونغ 64 بأنه «ابن أخت دونكي الصغير المتمني». أدرجه فريق الممثلين الرسميين للعبة في عام 2002 على أنه «ابن أخت دونكي» أيضًا. أنشئ في الأصل بواسطة مطور دونكي كونغ كانتري كنسخة محدثة من دونكي كونغ جونيور على رد نينتندو. في اللعبة الثانية قُدِمَت ديكسي كونغ ووصفوا بأنهم «أصدقاء لا ينفصلون»، حيث أشار كرانكي إلى ديكسي بأنه «صديقة له».
ظهر ديدي كونغ في بعض الألعاب في سلسلة دونكي كونغ، حيث ظهر في أول لعبتين من دونكي كونغ كانتري ودونكي كونغ لاند، ولا سيما الشخصية الرئيسية في دونكي كونغ كانتري 2: ديديز كونغ كويست مع صديقته التي لا تنفصل ديكسي كونغ كشريكة له. حصل على لعبة فرعية تسمى ديدي كونغ رايسينغ، وظهر مؤخرًا كمشارك في بطولة اللعبة مع دونكي كونغ في دونكي كونغ كانتري ريترنز ودونكي كونغ كانتري: تروبيكال فريز. من خلال علاقته مع دونكي كونغ، أصبح ديدي كونغ شخصية بارزة في امتياز ماريو. لقد أصبح أيضًا شخصية قابلة للعب في سلسلة سوبر سماش برذرز خارج ألعاب الفيديو، ظهر ديدي كونغ في البرنامج التلفزيوني دونكي كونغ كانتري، حيث أدى صوته أندرو سابيستون.
منذ ظهوره في دونكي كونغ كانتري، استقبل ديدي استقبالًا إيجابيًا في الغالب، واحدًا قويًا بما يكفي لإنشاء معجبين متابعين، مما أدى إلى حصول ديدي على لعبته الخاصة. وقد ظهر في عدة قطع من البضائع، بما في ذلك لعبة محشوة، وحلويات، وشخصيتين من أميبو.

## المفهوم والتأسيس
أثناء تطوير دونكي كونغ كانتري، صُمِمَ ديدي في الأصل كنسخة محدثة من دونكي كونغ جونيور (ابن دونكي كونغ). نينتندو لم تعجبها التغييرات الجذرية التي أجرتها راير على دوني كونغ جونيور، أخبرتهم نينتندو إما بإنشاء تصميم أقرب إلى مظهر دونكي كونغ جونيور الأصلي لدونكي كونغ كانتري أو جعل نسختهم الجديدة منه شخصية جديدة تمامًا. قررت راير إعادة تسمية الشخصية ببساطة، التي شعرت راير بأنها مثالية لنسختها المحدثة من عالم دونكي كونغ، قررت تسمية هذا الكونغ «ديدي» لأنه في بعض أجزاء المملكة المتحدة، تعني الكلمة الإنجليزية البريطانية العامية «ديدي» صغير.

## الظهور

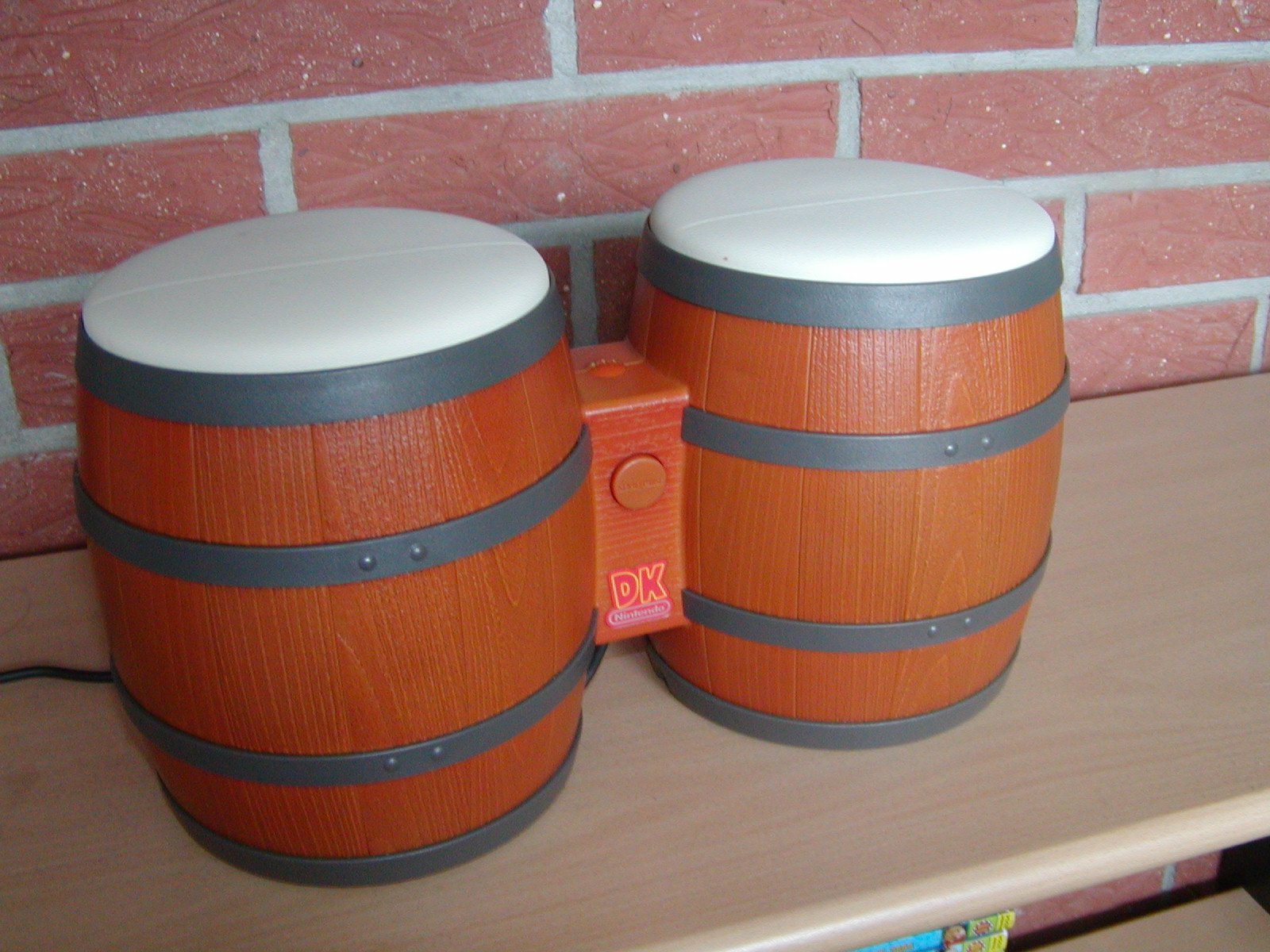
براميل من دي كي كونز

ظهر لأول مرة في دونكي كونغ كانتري لمشغل سوبر نينتندو إنترتينمنت سيستم كقرد شاب صاخب لديه هدف رئيسي واحد: أن يصبح بطلًا في لعبة الفيديو تمامًا مثل صديقه، دونكي كونغ. يرافق دونكي كونغ في جميع أنحاء جزيرة دونكي كونغ لمحاربة كينغ ك. روول وإعادة كنز الموز الخاص بهم. أصبح الشخصية الرئيسية في تتمة دونكي كونغ كانتري 2: ديديز كونغ كويست، كفريق واحد مع صديقته التي لا تنفصل ديكسي كونغ، قام كلاهما بإنقاذ دونكي كونغ من كابتن ك. روول. ظهر لاحقًا في دونكي كونغ لاند، وتحدى كرانكي كونغ أنه لا يستطيع هو ودونكي كونغ استرداد كنز الموز على مشغل 8 بت. العنوان الثالث والأخير في السلسلة دونكي كونغ كانتري 3: ديكسي كونغز دبل تربلز، والذي يقوم ببطولته ديكسي كونغ وكيدي كونغ اللذان يجب أن يعثروا على ديدي ودونكي كونغ بعد اختفائهم، طوال الوقت يقاتلون سايبورغ يسمى KAOS. صدرت تكملة في سبتمبر 1996 لغيم بوي بعنوان دونكي كونغ لاند 2، والتي تظهر تقريبًا نفس الحبكة مثل دونكي كونغ كانتري 2. ظهر ديدي أيضًا في دونكي كونغ لاند 3 لعام 1997، لكن ظهوره في اللعبة كان محصورًا على بالونات الحياة الإضافية. وهو أيضًا جزء من القصة التي تظهر في الدليل.
يلعب دور البطولة في لعبة السباق الفرعية ديدي كونغ رايسينغ لنينتندو 64، والتي تتميز فقط بالشخصية التي تحمل اسم ديدي كونغ كشخصية عائدة. تقدم اللعبة بانجو والسنجاب كونكر، اللذان قاما ببطولة بانجو-كازووي وكونكرز باد فور داي، على التوالي. كانت ديدي كونغ رايسينغ ناجحًة، حيث أصبحت أسرع لعبة فيديو مبيعًا في تاريخ الولايات المتحدة في ذلك الوقت. في عام 2007، صدرت نسخة جديدة من اللعبة لنينتندو دي أس بعنوان ديدي كونغ رايسينغ دي أس. ظهر ديدي لاحقًا كشخصية قابلة للعب في دونكي كونغ 64، وهي تكملة ثلاثية الأبعاد لألعاب دونكي كونغ كانتري، حيث يذهب هو ودونكي كونغ وآخرون عبر جزيرة دونكي كونغ لهزيمة كينغ ك. روول مرة أخرى. شارك ديدي بشكل بارز في دي كيه: كينغ أوف سوينغ بالإضافة إلى تكملة دي كيه جنغل كلايمبر.
في عام 2004، صدرت أول لعبة دونكي كونغ تتميز بشخصيات على طراز دونكي كونغ كانتري ليست من تطوير راير. دونكي كونغا من نامكو هي لعبة غيم كيوب موسيقية مضمنة مع جهاز تحكم دي كيه بونغوز. يُستخدم جهاز التحكم للحفاظ على الإيقاع مع دقات الأغنيات المشهورة (بالإضافة إلى موسيقى ألعاب فيديو نينتندو). خلفته لعبتان، دونكي كونغا 2 ودونكي كونغا 3، وصدر الجزء الثالث الأخير في اليابان فقط. ظهر ديدي كونغ في دونكي كونغ بارل بلاست كشخصية قابلة للعب. كما ظهر في ألعاب ماريو، بما في ذلك ماريو باور تنس، ماريو سوبرستار بيسبول، ماريو غولف: تودستول تاور، ماريو غولف: ورلد تور، ماريو هوبس 3-أون-3، ماريو كارت: دبل داش، ماريو كارت وي، ماريو سترايكرز تشارتشد، ماريو سوبر سلغرز، ماريو تنس أوبن، ماريو تنس إيسس، ماريو كارت تور وماريو سبورتس ميكس. ظهر ديدي كونغ أيضًا في سوبر سماش برذرز براول، حيث تستند بعض هجماته إلى تحركات من دونكي كونغ 64، مثل الدفعة الصاروخية.
ظهر ديدي في دونكي كونغ كانتري ريترنز ونسخة 3دي أس، حيث يلعب دور شخصية اللاعب الثاني. كما ظهر في دونكي كونغ كانتري: تروبيكال فريز إلى جانب ديسكي وكرانكي وفانكي ودونكي كونغ. يعود كمقاتل قابل للعب في سوبر سماش برذرز فور نينتندو 3دي إس و وي يو وسوبر سماش برذرز ألتميت. كما ظهر في سكيلاندرز: سوبرتشارتشرز، وهو يركب السيارة الجانبية لمركبة دونكي كونغ، والتي تسمى بارل بلاستر. كان آخر ظهور له في سوبر ماريو بارتي كشخصية قابلة للعب للمرة الثانية في سلسلة ماريو بارتي، بعد ماريو بارتي: ستار راش.

### في وسائل الإعلام الأخرى
كان ديدي كونغ في سلسلة الرسوم المتحركة دونكي كونغ كانتري، حيث ظل دوره كصديق دونكي كونغ كما هو في الألعاب. قام بأداء صوته أندرو سابيستون (الذي لعب سابقًا دور يوشي في سوبر ماريو ورلد من إنتاج شركة دي آي سي إنترتينمنت). ظهر ديدي كونغ أيضًا في العديد من القصص المصورة التي ظهرت في مجلات نينتندو الرسمية. بعض القصص التي ظهر فيها تشمل مقتبسات من دونكي كونغ كانتري ودونكي كونغ كانتري 2: ديديز كونغ كويست ودونكي كونغ 64، بالإضافة إلى القصص الأصلية. بإمكان ماريو في سوبر ماريو ميكر وسوبر ماريو أوديسي أن يرتدي زي ديدي كونغ، الأولى كزي كامل، والأخيرة كملابس.

## الإستقبال
منذ ظهوره في دونكي كونغ كانتري، تلقى ديدي كونغ استقبالًا إيجابيًا في الغالب. لقد اكتسب معجبين متابعين، مما أدى إلى حصوله على لعبة فرعية خاصة به تسمى ديدي كونغ رايسينغ. وقد ظهر على أنه لعبة قطيفة. وصفه مايك فاهي، محرر كوتاكو، بأنه «سكرابي دو» من سلسلة دونكي كونغ. انتقد بن كوتشيرا محرر آرس تكنيكا إزالة ديدي ودونكي كونغ من دونكي كونغ كانتري 3: ديكسي كونغز دبل تربلز مما جعل الشخصيات الجديدة تقلل من جاذبية اللعبة. أدرجت غيم ديلي دونكي وديدي كونغ معًا كأحد أفضل ثنائي ألعاب. تحسر فيل ثيوبالد محرر غيم سباي مازحًا على عدم وجود لعبة مصغرة في دونكي كونغا تسمح للاعبين بضرب ديدي كونغ، منتقدًا تصميمات راير، والتي وصفها بأنها مروعة. قام موقع يو جي أو.كوم بإدراج ديدي كونغ في قائمة «ألطف شخصيات ألعاب الفيديو» مشيرًا إلى أن «الحمد لله لدى ديدي دونكي كونغ كنموذج يحتذى به.» أدرج صموئيل جيمس رايلي من غيمز رادار ديدي كونغ جنبًا إلى جنب مع دونكي كونغ كأفضل ثنائي لألعاب الفيديو، وذكر كذلك أنه على الرغم من أنهما قد لا يكونان أكثر الأفعال المزدوجة تحدثًا، إلا أن هذه الرئيسيات الشجاعة تشارك شيئًا من العلاقة المثيرة للاهتمام. وصف كل من نيك جيليت من صحيفة الغارديان وديفيد لوزادا من غيم ريفولوشن ديدي كونغ بأنه أحد أفضل ألعاب الفيديو الجانبية.
جيريمي باريش من بوليغون صنف 73 مقاتلاً من سوبر سماش برذرز ألتميت «من القمامة إلى المجيدة»، مدرجًا ديدي في المرتبة 47، مشيرًا إلى أن «ديدي كونغ هو حقًا رجل فقير دونكي كونغ جونيور للأسف، يُقال أن جونيور نفسه قد مات في حرب القرود العظيمة، مما يعني أننا عالقون مع هذا الموزة الثانية. لكن ليس علينا أن نحبها.» صنف غافين جاسبر من دين أوف غيك ديدي كونغ في المرتبة 24 من شخصيات سوبر سماش برذرز ألتميت، و يذكر أن «ديدي كان لديه مسدسات فول سوداني وحقيبة نفاثة، حيث ظهر كجيمس بوند البدائي مع الارتفاع التكتيكي لأودجوب. وهو أمر رائع حقًا.»